# Gatuzières
Gatuzières is een gemeente in het Franse departement Lozère (regio Occitanie) en telt 42 inwoners (2009). De plaats maakt deel uit van het arrondissement Florac.

## Geografie
De oppervlakte van Gatuzières bedraagt 42,0 km², de bevolkingsdichtheid is dus 1 inwoner per km².
De onderstaande kaart toont de ligging van Gatuzières met de belangrijkste infrastructuur en aangrenzende gemeenten.

## Demografie
Onderstaande figuur toont het verloop van het inwonertal (bron: INSEE-tellingen).